# 希望山
希望山（英語：Mount Hope），位於纽约州奧蘭治縣西北部，地處哈德遜高地邊緣，米德尔敦以西，北部與沙利文县接壤。

## 历史
1733年，已知最早的來自歐洲的定居者抵达希望山。
1825年，希望山鎮設立，使希望山地區獨立於鄰近的鹿苑鎮與華基鎮。

## 地理
根據美国普查局，希望山镇总面积66平方公里 ，其中65平方公里的面積是陆地，0.78平方公里的面積是水域，佔比百分之1.22。
希望山位于雄格姆嶺東麓，雄格姆河流经希望山。

## 交通
- 纽约州211号公路是希望山鎮内一條東西走向的高速公路。

- 大都會北方鐵路的杰维斯港线在附近的奥蒂斯韋爾设有火車站。

## 外部連結
- 希望山镇网站 （页面存档备份，存于）